# Unione Sportiva Casertana 1991-1992
Questa pagina raccoglie le informazioni riguardanti l'Unione Sportiva Casertana nelle competizioni ufficiali della stagione 1991-1992.

## Stagione
Nella stagione 1991-1992 la Casertana, dopo avere ottenuto la promozione in Serie B nella stagione scorsa a distanza di 20 anni, disputa il campionato cadetto, senza riuscire a mantenere la categoria, pur disputando un onorevole campionato, perdendo lo spareggio delle quart'ultime. Nel girone di andata raccoglie solo 15 punti, chiudendolo al penultimo posto. Molto meglio il girone discendente dove la squadra rossoblù raccoglie 20 punti. La stagione è iniziata con l'allenatore Adriano Lombardi, qualche giorno prima di Natale la Casertana perde (2-0) a Taranto ed è ultima in classifica con 12 punti,  nei giorni seguenti di pausa del torneo, viene licenziato il tecnico Lombardi, sostituito da Giuseppe Materazzi, il cambio da buoni risultati, ma non sufficienti a raggiungere l'obiettivo salvezza.
Con 35 punti raccolti si trovano al terz'ultimo posto ben quattro squadre, Palermo, Casertana, Taranto e Venezia, due devono retrocedere e due si salvano, stilando una classifica che a parità di punti, tiene conto dei risultati conseguiti negli scontri diretti, con Avellino e Messina rispettivamente ultima e penultima, retrocedono in Serie C1 Palermo e Casertana. La Casertana, di fatto, retrocede perché perde lo spareggio con il Taranto (1-2) giocato ad Ascoli il 20 giugno 1992. Prima del campionato si è disputata la Coppa Italia, in questa competizione la Casertana nel primo turno ha superato l'Avellino, nel secondo turno è stata eliminata dall'Inter. Le due partite interne della squadra campana si sono giocate a Napoli.

## Rosa
| N. |                   | Ruolo | Calciatore               |
| -- | ----------------- | ----- | ------------------------ |
|    | Italia (bandiera) | C     | Carlo Andrea Bocchialini |
|    | Italia (bandiera) | C     | Luca Bocchino            |
|    | Italia (bandiera) | P     | Luca Bucci               |
|    | Italia (bandiera) | A     | Salvatore Campilongo     |
|    | Italia (bandiera) | A     | Benito Carbone           |
|    | Italia (bandiera) | A     | Raffaele Cerbone         |
|    | Italia (bandiera) | C     | Giuseppe Cristiano       |
|    | Italia (bandiera) | A     | Domenico D'Antò          |
|    | Italia (bandiera) | C     | Marco Delfino            |
|    | Italia (bandiera) | C     | Nicola Di Criscio        |
|    | Italia (bandiera) | C     | Luigi Erbaggio           |
|    | Italia (bandiera) | A     | Carmine Esposito         |
|    | Italia (bandiera) | A     | Claudio Fermanelli       |

| N. |                   | Ruolo | Calciatore         |
| -- | ----------------- | ----- | ------------------ |
|    | Italia (bandiera) | D     | Ivano Giordano     |
|    | Italia (bandiera) | P     | Gianpaolo Grudina  |
|    | Italia (bandiera) | C     | Andrea Manzo       |
|    | Italia (bandiera) | D     | Paolo Mastrantonio |
|    | Italia (bandiera) | D     | Gennaro Monaco     |
|    | Italia (bandiera) | D     | Fabio Petruzzi     |
|    | Italia (bandiera) | D     | Teodoro Piccinno   |
|    | Italia (bandiera) | D     | Marco Serra        |
|    | Italia (bandiera) | C     | Elio Signorelli    |
|    | Italia (bandiera) | C     | Francesco Statuto  |
|    | Italia (bandiera) | C     | Pasquale Suppa     |
|    | Italia (bandiera) | D     | Giuseppe Volpecina |

## Risultati

### Serie B

#### Girone di andata
| Arbitro: | Rosica (Roma) |

|                          |           |                                          |
| Simeone 45’ Ferrante 79’ | Marcatori | 4’, 85’ Campilongo 65’ (rig.) B. Carbone |

| Arbitro: | Rodomonti (Teramo) |

|  |           |                |
|  | Marcatori | 90’ M. Paganin |

| Arbitro: | Scaramuzza (Mestre) |

|                                |           |  |
| Mazzarano 37’ Serra 47’ (aut.) | Marcatori |  |

| Arbitro: | Dinelli (Lucca) |

|                |           |  |
| Campilongo 75’ | Marcatori |  |

| Padova 29 settembre 1991 5ª giornata | Padova               | 0 – 0 | Casertana | Stadio Silvio Appiani\| Arbitro: \| Brignoccoli (Ancona) \| |
| Arbitro:                             | Brignoccoli (Ancona) |       |           |                                                             |

| Caserta 6 ottobre 1991 6ª giornata | Casertana       | 0 – 0 | Udinese | Stadio Alberto Pinto\| Arbitro: \| Chiesa (Milano) \| |
| Arbitro:                           | Chiesa (Milano) |       |         |                                                       |

| Arbitro: | De Angelis (Civitavecchia) |

|  |           |               |
|  | Marcatori | 53’ Simonetta |

| Arbitro: | Collina (Bologna) |

|                      |           |                |
| Civeriati 67’ (rig.) | Marcatori | 58’ Campilongo |

| Caserta 27 ottobre 1991 9ª giornata | Casertana      | 0 – 0 | Avellino | Stadio Alberto Pinto\| Arbitro: \| Luci (Firenze) \| |
| Arbitro:                            | Luci (Firenze) |       |          |                                                      |

| Arbitro: | Bettin (Padova) |

|              |           |                |
| Masolini 62’ | Marcatori | 56’ Campilongo |

| Arbitro: | Fabricatore (Roma) |

|                                      |           |                        |
| B. Carbone 25’ Campilongo 76’ (rig.) | Marcatori | 46’ Massara 73’ Ceredi |

| Arbitro: | Dinelli (Lucca) |

|                         |           |                 |
| La Rosa 36’ Moriero 57’ | Marcatori | 77’ I. Giordano |

| Arbitro: | Bazzoli (Merano) |

|                          |           |                |
| Provitali 37’ Bucaro 83’ | Marcatori | 64’ Campilongo |

| Arbitro: | Boemo (Cervignano del Friuli) |

|                                         |           |                                 |
| Fermanelli 14’ Suppa 38’ Campilongo 43’ | Marcatori | 13’ Madonna 67’ (rig.) Fioretti |

| Arbitro: | Mughetti (Cesena) |

|                                          |           |  |
| Saurini 5’ Carnasciali 22’ Ganz 23’, 46’ | Marcatori |  |

| Arbitro: | Brignoccoli (Ancona) |

|  |           |              |
|  | Marcatori | 37’ Solimeno |

| Arbitro: | Cardona (Milano) |

|                        |           |  |
| Turrini 27’ Soncin 89’ | Marcatori |  |

| Caserta 12 gennaio 1992 18ª giornata | Casertana       | 0 – 0 | Messina | Stadio Alberto Pinto\| Arbitro: \| Bettin (Padova) \| |
| Arbitro:                             | Bettin (Padova) |       |         |                                                       |

| Arbitro: | Rodomonti (Teramo) |

|                     |           |                                 |
| Poli 14’ Baroni 74’ | Marcatori | 17’, 65’ Cerbone 67’ B. Carbone |

#### Girone di ritorno
| Caserta 26 gennaio 1992 20ª giornata | Casertana          | 0 – 0 | Pisa | Stadio Alberto Pinto\| Arbitro: \| Fabricatore (Roma) \| |
| Arbitro:                             | Fabricatore (Roma) |       |      |                                                          |

| Reggio Emilia 2 febbraio 1992 21ª giornata | Reggiana                      | 0 – 0 | Casertana | Stadio Mirabello\| Arbitro: \| Boemo (Cervignano del Friuli) \| |
| Arbitro:                                   | Boemo (Cervignano del Friuli) |       |           |                                                                 |

| Caserta 9 febbraio 1992 22ª giornata | Casertana        | 0 – 0 | Ancona | Stadio Alberto Pinto\| Arbitro: \| Lanese (Messina) \| |
| Arbitro:                             | Lanese (Messina) |       |        |                                                        |

| Arbitro: | Cinciripini (Ascoli Piceno) |

|                                |           |  |
| Centofanti 9’, 34’ Rizzolo 36’ | Marcatori |  |

| Caserta 23 febbraio 1992 24ª giornata | Casertana           | 0 – 0 | Padova | Stadio Alberto Pinto\| Arbitro: \| Ceccarini (Livorno) \| |
| Arbitro:                              | Ceccarini (Livorno) |       |        |                                                           |

| Arbitro: | Rodomonti (Teramo) |

|                                        |           |                     |
| Campilongo 10’ (aut.) Balbo 92’ (rig.) | Marcatori | 23’, 27’ Campilongo |

| Arbitro: | Conocchiari (Macerata) |

|                                       |           |                |
| M. Donatelli 52’ Volpecina 82’ (aut.) | Marcatori | 28’, 78’ Suppa |

| Caserta 22 marzo 1992 27ª giornata | Casertana          | 0 – 0 | Venezia | Stadio Alberto Pinto\| Arbitro: \| Felicani (Bologna) \| |
| Arbitro:                           | Felicani (Bologna) |       |         |                                                          |

| Avellino 29 marzo 1992 28ª giornata | Avellino             | 0 – 0 | Casertana | Stadio Partenio\| Arbitro: \| Pairetto (Nichelino) \| |
| Arbitro:                            | Pairetto (Nichelino) |       |           |                                                       |

| Arbitro: | Boemo (Cervignano del Friuli) |

|                     |           |  |
| Campilongo 33’, 84’ | Marcatori |  |

| Arbitro: | Scaramuzza (Mestre) |

|                                                            |           |                             |
| Sorbello 53’ Volpecina 55’ (aut.) Ferretti 58’ Allegri 77’ | Marcatori | 60’ Piccinno 90’ B. Carbone |

| Arbitro: | Chiesa (Milano) |

|                                     |           |              |
| Volpecina 24’ Campilongo 32’ (rig.) | Marcatori | 88’ Baldieri |

| Caserta 3 maggio 1992 32ª giornata | Casertana           | 0 – 0 | Modena | Stadio Alberto Pinto\| Arbitro: \| Amendolia (Messina) \| |
| Arbitro:                           | Amendolia (Messina) |       |        |                                                           |

| Piacenza 10 maggio 1992 33ª giornata | Piacenza               | 0 – 0 | Casertana | Stadio Galleana\| Arbitro: \| Conocchiari (Macerata) \| |
| Arbitro:                             | Conocchiari (Macerata) |       |           |                                                         |

| Caserta 17 maggio 1992 34ª giornata | Casertana          | 0 – 0 | Brescia | Stadio Alberto Pinto\| Arbitro: \| Stafoggia (Pesaro) \| |
| Arbitro:                            | Stafoggia (Pesaro) |       |         |                                                          |

| Arbitro: | Nicchi (Arezzo) |

|                  |           |  |
| Marulla 33’, 71’ | Marcatori |  |

| Arbitro: | F. Baldas (Trieste) |

|                                 |           |  |
| Campilongo 18’, 50’ Cerbone 68’ | Marcatori |  |

| Arbitro: | Pairetto (Nichelino) |

|               |           |           |
| R. Marino 45’ | Marcatori | 40’ Suppa |

| Arbitro: | Trentalange (Torino) |

|           |           |  |
| Manzo 51’ | Marcatori |  |

### Spareggio Salvezza
| Arbitro: | Amendolia (Messina) |

|                |           |                         |
| B. Carbone 67’ | Marcatori | 37’ Turrini 111’ Fresta |

## Coppa Italia
| Avellino 21 agosto 1991 1º turno - Andata | Avellino                   | 0 – 0 | Casertana | Stadio Partenio\| Arbitro: \| De Angelis (Civitavecchia) \| |
| Arbitro:                                  | De Angelis (Civitavecchia) |       |           |                                                             |

| Arbitro: | Cornieti (Forlì) |

|                |           |  |
| B. Carbone 16’ | Marcatori |  |

| Arbitro: | Brignoccoli (Ancona) |

|                     |           |  |
| Petruzzi 25’ (aut.) | Marcatori |  |

| Arbitro: | Fabricatore (Roma) |

|                           |           |                            |
| C. Esposito 75’ Serra 78’ | Marcatori | 48’ D. Baggio 65’ Matthaus |